# Émile Couzinet
Pour les articles homonymes, voir Couzinet.
Émile Couzinet est un producteur de cinéma et réalisateur français, né le 12 novembre 1896 à Bourg (Gironde) et mort le 24 octobre 1964 à Bordeaux.

## Biographie

### Origines
Émile Couzinet naît sous le nom d'état civil de Robert Couzinet le 12 novembre 1896 à Bourg en Gironde. Il est fils de menuisier[source insuffisante].

### Carrière
Couzinet devient projectionniste ambulant puis directeur du casino de Royan.
Dans les années 1920, il décide d’investir dans l’exploitation de salles de cinéma, y compris d'art et d'essai. En 1930, à cause de la concurrence effrénée des barrières de Bordeaux, il acquiert ses propres studios, les Studios de la Côte de Beauté, un complexe cinématographique installé dans la station balnéaire de Royan. Après la destruction de la ville à l'issue de la Seconde Guerre mondiale, il recrée ses studios à Bordeaux, qui prennent alors le nom des Studios de la Côte d'Argent. Les infrastructures sont développées aux abords du château Tauzin, qui devient sa résidence principale. 
À Bordeaux, il crée un cinéma Rex miniature, réalisé par les mêmes architectes que Le Grand Rex parisien. Doté de huit cents places, il fonctionne jusqu'aux années 1970,.
Il produit lui-même des vaudevilles dont il est aussi le scénariste (à l'occasion sous le nom de Robert Eyquem, du patronyme de sa mère), parfois au premier degré ou un peu grivois, souvent adaptés du théâtre de boulevard. Ainsi, Trois Jours de bringue à Paris est une adaptation de La Cagnotte d'Eugène Labiche alors que Le Don d'Adèle est inspiré d'une pièce de Pierre Barillet et de Jean-Pierre Gredy.  
Pilier représentatif du cinéma populaire — son slogan est « On y rit, on ira » —, il produit des films jubilatoires dont Le Club des fadas, Trois Vieilles Filles en folie, La Famille Cucuroux, Le Congrès des belles-mères, ou encore Mon curé champion du régiment.  Si la comédie est son domaine de prédilection, Couzinet touche aussi à d'autres genres comme le film de cape et d'épée (Buridan, héros de la tour de Nesle), l'adaptation littéraire (Colomba d'après Prosper Mérimée) ou le mélodrame familial (Quai des illusions, film pour lequel il emploie comme assistant un certain Sergio Leone).  
Il fait tourner de grands noms du cinéma de l'époque, comme Pierre Larquey, Jeanne Fusier-Gir ou Gaby Morlay. Mais il suscite également les débuts d'acteurs truculents tels Jean Carmet — qui apparaît dans Mon curé champion du régiment — et Robert Lamoureux, qui tient son propre rôle dans Le Don d'Adèle.
L'empire Couzinet périclite progressivement à partir de la fin des années 1950 dans le contexte de concentration de l'industrie cinématographique.

### Mort
Émile Couzinet meurt le 24 octobre 1964 à Bordeaux, de mort naturelle.

## Filmographie

### Réalisateur
- 1939 : Le Club des fadas
- 1940 : L'Intrigante
- 1942 : Andorra ou les Hommes d'airain
- 1943 : Le Brigand gentilhomme
- 1947 : Hyménée
- 1948 : Colomba
- 1949 : Un trou dans le mur
- 1949 : Le Bout de la route
- 1950 : Trois Marins dans un couvent
- 1950 : Le Cauchemar d'Hortense Pingouin[6] (court métrage)
- 1951 : Le Don d'Adèle
- 1951 : Ce coquin d'Anatole
- 1951 : Buridan, héros de la tour de Nesle
- 1952 : Trois Vieilles Filles en folie
- 1952 : Quand te tues-tu ?
- 1952 : Le Curé de Saint-Amour
- 1953 : La Famille Cucuroux
- 1954 : Le Congrès des belles-mères
- 1954 : Trois Jours de bringue à Paris
- 1956 : Mon curé champion du régiment
- 1957 : Trois Marins en bordée
- 1959 : Quai des illusions
- 1962 : Césarin joue les étroits mousquetaires